# Liquiçá (municipalité)
Liquiçá est une municipalité du Timor oriental. La capitale est Liquiçá.

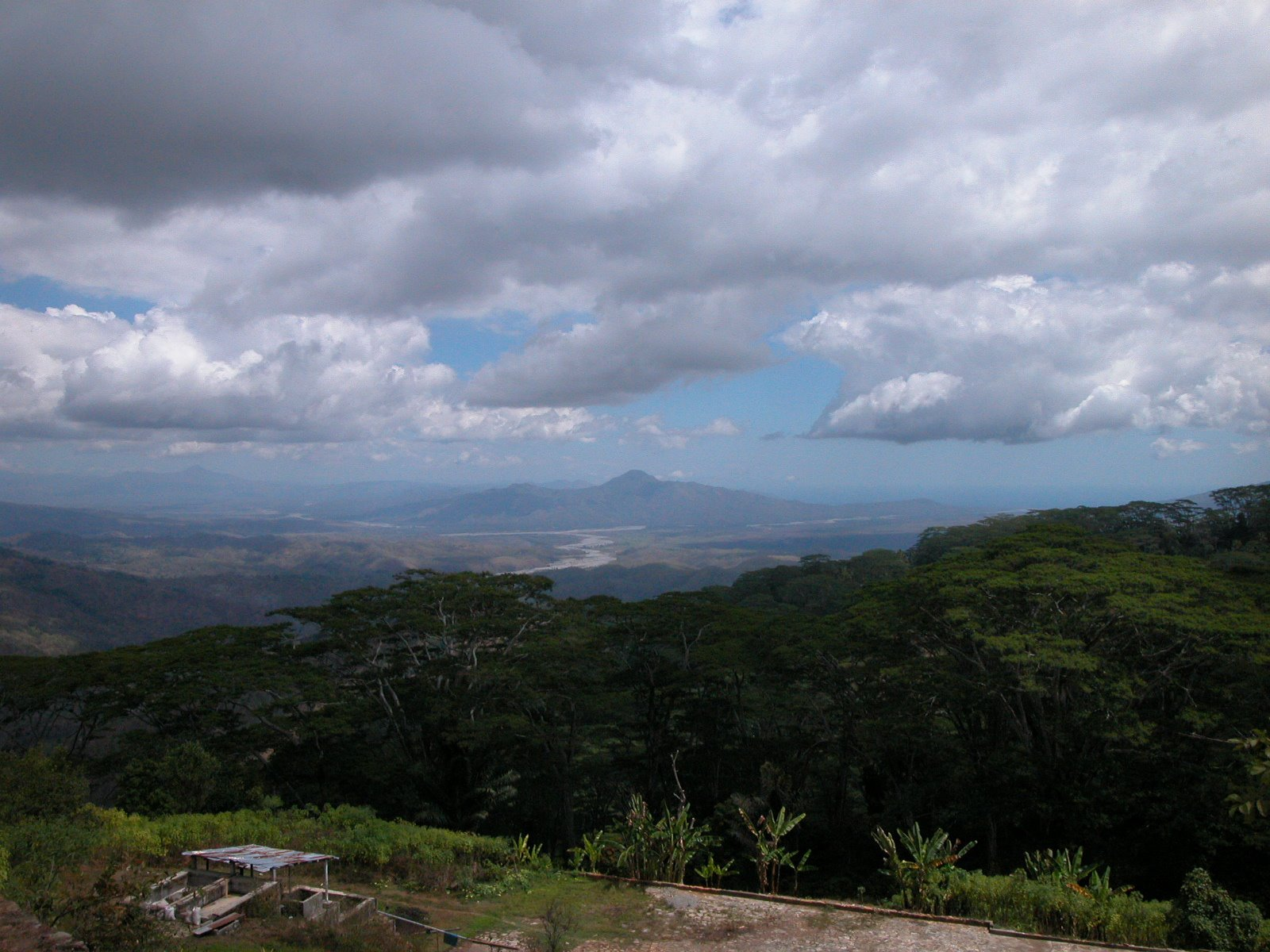
Ferme de l'Algarve à Liquiçá

Il est lui-même divisé en 3 postes administratifs :
- Bazartete
- Liquiçá
- Maubara

## Liens externes

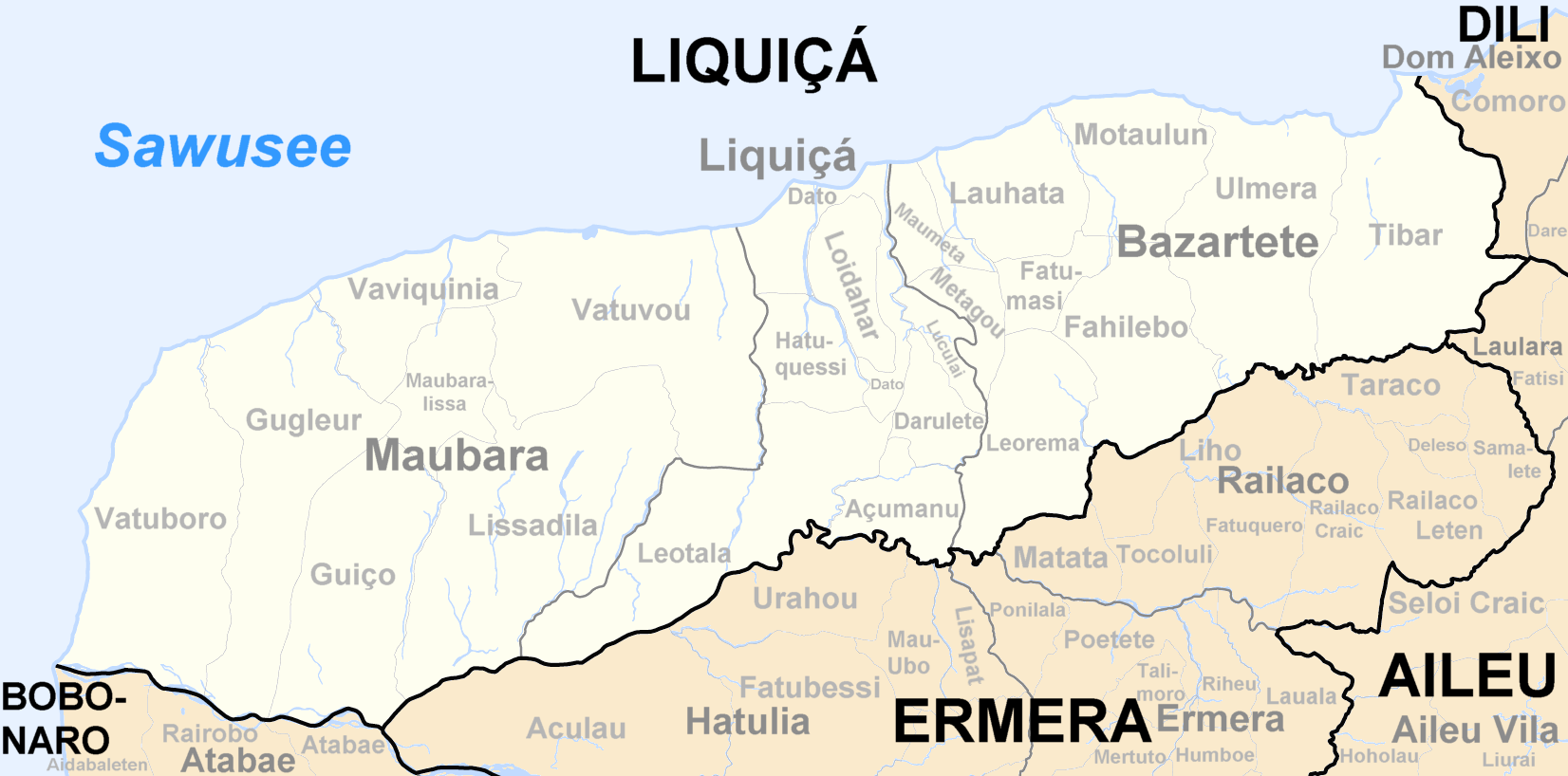
Subdivisions de municipalité